# Cala Banyalbufar
Cala Banyalbufar és una petita cala en forma de v situada al municipi de Banyalbufar, Mallorca.
La cala està envoltada de muntanyes i antigues marjades de cultiu. Una de les seves característiques és la seva costa escarpada que va des del Racó de s'Algar al Port des Canonge.
Gaudeix d'un turisme mitjà en els mesos d'estiu, el qual posa interès, sobretot, en la torre des Verger o talaia de ses Ànimes. Cal destacar com a lloc conegut també el Port des Canonge, on es pot accedir per via marítima o, com molts, fent una excursió a peu.
Cala Banyalbufar és una cala situada entre Punta sa Galera i sa Pedra de s'Ase. Té una llargària de 100 metres i l'amplada es delimita en 15 metres entre l'aigua i la muntanya. És una cala de pedres, concretament còdols, en comptes d'arena, encara que també té una petita extensió de grava utilitzada pels velers i llanxes. Les seves aigües són cristal·lines, ideals per la pràctica del busseig.
Una de les seves característiques més destacades és que de la mateixa muntanya neix una cascada d'aigua dolça i potable natural.
Les condicions marines i subaquàtiques hi desaconsellen l'ancoratge d'embarcacions per la seva exposició a vents de component oest, nord-oest i nord que encabrita el mar.
És una de les cales verges més naturals de Mallorca, no té serveis públics, (banys, accés per a minusvàlids, dutxes, telèfons públics, papereres, ombrel·les, hamaques, quioscs), però sí que disposa d'un petit aparcament. Està aïllada de la massificació; només als voltants té nuclis residencials i hotels. Al voltant de la cala hi ha penya-segats i, de fet, aquesta mateixa és un d'ells.